# Cattedrale di San Marco (Port Pirie)
La cattedrale di San Marco (in inglese: St Mark's Cathedral) è il principale luogo di culto cattolico della città di Port Pirie, in Australia, e sede vescovile della diocesi di Port Pirie.
La chiesa è stata inaugurata il 9 luglio 1882, realizzata dall'architetto C. Polain, di Napperby, ed nel 1887 è stata elevata a cattedrale. La chiesa è stata distrutta da un incendio il 21 ottobre 1947. La nuova cattedrale restaurata è stata aperta nel 1953.